# Esparron (Hautes-Alpes)
Esparron település Franciaországban, Hautes-Alpes megyében. Lakosainak száma 56 fő (2022. január 1.). Esparron Barcillonnette, Châteauneuf-d’Oze, Saint-Auban-d’Oze, Le Saix, Savournon, Sigoyer, Ventavon és Vitrolles községekkel határos.

## Népesség
A település népességének változása:
| Lakosok száma | 48   | 30   | 28   | 34   | 40   | 40   | 51   | 57   | 58   | 56   |
|               | 1968 | 1982 | 1990 | 2006 | 2013 | 2015 | 2017 | 2019 | 2020 | 2022 |